# Chaetanthus
Chaetanthus  es un género con tres especies de plantas herbáceas perteneciente a la familia Restionaceae. Es originario del sudoeste de Australia.

## Especies deChaetanthus
- Chaetanthus aristatus (R.Br.) B.G.Briggs & L.A.S.Johnson, Telopea 8: 24 (1998).
- Chaetanthus leptocarpoides R.Br., Prodr. Fl. Nov. Holl.: 251 (1810).
- Chaetanthus tenellus (Nees) B.G.Briggs & L.A.S.Johnson, Telopea 8: 24 (1998).